# Маркиори (Венеција)
Маркиори је насеље у Италији у округу Венеција, региону Венето.
Према процени из 2011. у насељу је живело 111 становника. Насеље се налази на надморској висини од 0 м.